# Rošero First
De Rošero First of Iveco First is een midibus, geproduceerd door de Slowaakse busfabrikant Rošero. De bus is gebaseerd op de Iveco Daily en is zowel geschikt voor tourvervoer als voor openbaar vervoer. De bus is beschikbaar met een of twee deuren.
Opvallend is dat de bussen vroeger niet het Rošero-logo droegen, maar het logo van Irisbus.

## Varianten
Er zijn drie varianten van dit type bus:
- Stadsbusvariant (FCLLI)
- Streekbusvariant (FSLI)
- Touringcarvariant (FLHI)

## Technische specificaties
| Typeaanduiding            | FCLLI               | FSLI                | FLHI                |
| ------------------------- | ------------------- | ------------------- | ------------------- |
| Gebruik                   | Stadsbus            | Streekbus           | Touringcar          |
| Bouwjaren                 | ?? - heden          | ?? - heden          | ?? - heden          |
| Carrosserie               | Rošero              | Rošero              | Rošero              |
| Chassis                   | Iveco 65C18         | Iveco 65C18         | Iveco 65C18         |
| Motor                     | EEV Iveco F1C       | EEV Iveco F1C       | EEV Iveco F1C       |
| Versnellingsbak           | Handmatig ZF 6S-400 | Handmatig ZF 6S-400 | Handmatig ZF 6S-400 |
| Versnellingsbak optioneel | Automaat ZF 6AS-400 | Automaat ZF 6AS-400 | Automaat ZF 6AS-400 |
| Vermogen                  | 170 pk (125 kW)     | 170 pk (125 kW)     | 170 pk (125 kW)     |
| Totale lengte             | 8 040 mm            | 8 040 mm            | 8 040 mm            |
| Totale breedte            | 2 350 mm            | 2 350 mm            | 2 350 mm            |
| Hoogte (excl. dakunit)    | 2 885 mm            | 2 885 mm            | 2 885 mm            |
| Hoogte (incl. dakunit)    | 3 077 mm            | 3 077 mm            | 3 077 mm            |
| Wielbasis                 | 4 350 mm            | 4 350 mm            | 4 350 mm            |
| Vooroverbouw              | 998 mm              | 998 mm              | 998 mm              |
| Achteroverbouw            | 2 960 mm            | 2 960 mm            | 2 960 mm            |
| Maximaal gewicht          | 7 200 kg            | 7 200 kg            | 7 200 kg            |
| Capaciteit bageruimte     | -                   | -                   | ca. 2 m³            |
| Aantal zitplaatsen        | 19 - 21             | 26 - 27             | 26+1+1              |
| Aantal staanplaatsen      | 10                  | 8                   | 0                   |
| Capaciteit                | ca. 30 personen     | ca. 35 personen     | ca. 29 personen     |

## Inzet
Dit model bus wordt in Nederland, ingezet door onder andere Qbuzz en Syntus Utrecht. Arriva gebruikte de bussen voor de 220Xpress in de stad 's-Hertogenbosch en hiervoor zijn de bussen speciaal door All Green Vehicles omgebouwd tot elektrische bussen.
| Bedrijf                  | Aantal     | Series        | Status          | Inzet                                                      | Aandrijving   | Opmerking                                                          | Afbeelding |
| Denemarken               | Denemarken | Denemarken    | Denemarken      | Denemarken                                                 | Denemarken    | Denemarken                                                         | Denemarken |
| ------------------------ | ---------- | ------------- | --------------- | ---------------------------------------------------------- | ------------- | ------------------------------------------------------------------ | ---------- |
| Ørslev Turisttrafik      | 2          | 7708-7709     |                 | Vordingborg                                                | Diesel        |                                                                    |            |
| Nederland                |            |               |                 |                                                            |               |                                                                    |            |
| Arriva                   | 3          | 6050-6052     | Buiten dienst   | 's-Hertogenbosch (220Xpress)                               | Elektriciteit |                                                                    |            |
| Arriva                   | 3          | 6091-6093     | Naar Qbuzz      | Dordrecht (Citybus)                                        | Elektriciteit | Nu Qbuzz 6151-6153                                                 |            |
| Besseling Travel         | 1          | 610           | Uit dienst      | Provincie Utrecht                                          | Diesel        | Syntus 1801, later Syntus 1800. Deze bus is naar Van Kooten gegaan |            |
| Doelen Coach Service     | 1          | 56            |                 | Tourvervoer                                                | Diesel        |                                                                    |            |
| Doelen Coach Service     | 1          | 59            |                 | Tourvervoer                                                | Diesel        |                                                                    |            |
| Juijn                    | 10         | 6601 - 6610   | Naar Qbuzz      | DMG                                                        | Diesel        |                                                                    |            |
| Keolis Nederland         | 1          | 1801          | In dienst       | Lijn 24 (duinGo) in Almere                                 | Diesel        | Ex Utrecht                                                         |            |
| Keolis Nederland         | 1          | 1812          | In dienst       | Lijn 24 (duinGo) in Almere                                 | Hybride       | Ex Utrecht                                                         |            |
| Keolis Nederland         | 1          | 6401          | In dienst       | Lijn 24 (duinGo) in Almere                                 | Elektriciteit |                                                                    |            |
| Milot Reizen             | 1          | 30            |                 | Tourvervoer                                                | Diesel        |                                                                    |            |
| Oostenrijk               | 1          | 324           | In dienst       |                                                            | ????          |                                                                    |            |
| Pouw Vervoer             | 3          | 116-118       | Uit dienst      | Provincie Utrecht                                          | Diesel        | Ex-Syntus 1801 - 1803. Deze bussen zijn teruggegaan naar Syntus    |            |
| Qbuzz                    | 6          | 6151-6156     | Deels in dienst | DMG (stadsBuzz Drechtsteden)                               | Elektriciteit | 6151-6153 zijn ex Arriva 6091-6093.                                |            |
| Qbuzz                    | 10         | 6601-6610     | In dienst       | DMG (streekBuzz)                                           | Diesel        |                                                                    |            |
| Snelle Vliet             | 1          | 357           | In dienst       | DMG, tourvervoer                                           | Diesel        |                                                                    |            |
| Snelle Vliet             | 1          | 359           | In dienst       | DMG, tourvervoer                                           | Diesel        |                                                                    |            |
| Snelle Vliet             | 1          | 375           | In dienst       | DMG, tourvervoer                                           | Diesel        |                                                                    |            |
| Syntus                   | 13         | 1800-1812     | Deels in dienst | Diverse lijnen in de provincie Utrecht                     | Diesel        |                                                                    |            |
| TCR                      | 1          | 545           | Buiten dienst   | Transferiumlijnen Renesse, sinds december 2016 op Vlieland | Elektriciteit | Ex U-OV (Qbuzz)                                                    |            |
| TCR                      | 1          | 626           | Buiten dienst   |                                                            | Elektriciteit | ex-Arriva 6051                                                     |            |
| U-OV (Qbuzz)             | 1          | 49-BBB-3      | Buiten dienst   | Lijn 2 in Utrecht                                          | Elektriciteit | Verkocht aan TCR                                                   |            |
| Tsjechië                 |            |               |                 |                                                            |               |                                                                    |            |
| ČSAD Slaný               | 4          | 5SV 32-5SV 35 | In dienst       |                                                            |               |                                                                    |            |
| Zweden                   |            |               |                 |                                                            |               |                                                                    |            |
| Björks Buss AB, Västerås | 1          | DLK497        |                 | Tourvervoer                                                | Diesel        |                                                                    |            |